# بطولة العالم لسباقات فورمولا 1 موسم 2018
بطولة العالم لسباقات فورمولا 1 موسم 2018 هو الموسم التاسع والستون من بطولة العالم لسباقات السيارات من الفئة الأولى التي ينظمها الاتحاد الدولي للسيارات، كأعلى فئة من التنافس في سباقات السيارات المفتوحة العجلات.وتنافس السائقون والفرق من خلال خوض إحدى وعشرون سباقا على بطولة العالم للسائقين وبطولة العالم للصانعين لعام 2018، وذلك بدءا من سباق أستراليا في يوم 25 مارس وانتهاء في سباق أبو ظبي في 25 نوفمبر.
في نهاية البطولة أحرز لويس هاميلتون لقب بطل العالم للسائقين، وحل خلفه سبستيان فيتيل في المركز الثاني بفارق 88 نقطة. وأنهى فريق مرسيدس الموسم متقدما بفارق 84 نقطة على فريق فيراري صاحب المركز الثاني في البطولة، وهو اللقب الخامس على التوالي الذي يحرزه فريق مرسيدس في بطولة العالم للصانعين.

## الفرق والسائقين

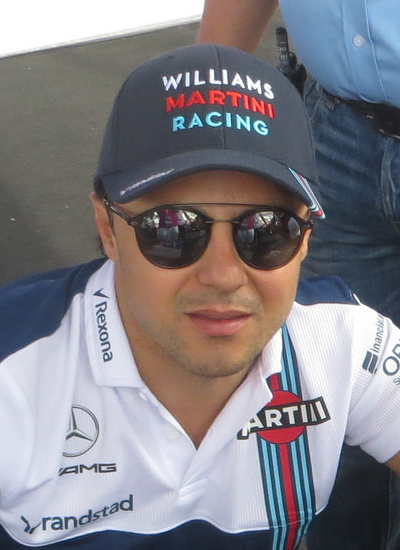
كان فريق ويليامز نهاية مسيرة فيليبي ماسا مع الفورمولا واحد.

### تغييرات الفرق
- أنهى فريق ماكلارين الشراكة مع شركة هوندا كمزود لوحدات الطاقة. ووقع بدلاً من ذلك عقدًا مع شركة رينو لمدة ثلاث سنوات. وأرجع الفريق إلى أن إخفاق هوندا المتكرر في توفير وحدة طاقة موثوقة وتنافسية كسبب لإنهاء الشراكة.[1] أرجع الفريق إلى أن إخفاق هوندا المتكرر في توفير وحدة طاقة موثوقة وتنافسية كسبب لإنهاء الشراكة.[1]

- الغى فريق تورو روسو اتفاقية مع شركة رينو لاستخدام وحدات الطاقة ووقع عقدا مع هوندا.[2] وكجزء من الصفقة، وافق فريق ريد بول راسينغ على إعارة سائق تورو روسو كارلوس ساينز جونيور إلى فريق عمل رينو.[3][4]

- جدد فريق ساوبر شراكته مع فيراري، حيث قام بتحديث مواصفات وحدة الطاقة إلى استخدام وحدات الطاقة الجديدة بدلا من استخدام وحدات طاقة قديمة كما كان في موسم 2017.[5][6]

### تغييرات السائقين
- بعد خمسة عشر عاما في هذه الرياضة أعلن فيليبي ماسا تقاعده من سباقات الفورمولا واحد.[7] وحل مكانه في فريق ويليامز السائق سيرجي سيروتكين.[8]

- استقطب فريق تورو روسو بطل سلسلة جي بي 2 لعام 2016 بيير غاسلي وبطل العالم لسباقات التحمل بريندون هارتلي، ليكونا السائقين لعام 2018. شارك كلا من جاسلي وهارتلي الفريق خلال المراحل الأخيرة من بطولة موسم 2017.[9] فيما غادر دانييل كفيات الفريق حيث حصل على مقعد في برنامج التطوير مع الفيراري.[10]

- تعاقد فريق ساوبر مع بطل العالم في سباقات فورمولا 2 تشارلز ليكريك ليحل محل باسكال ويرلين، لوكليرك سبق أن قاد للفريق في حصص تجارب يوم الجمعة في عام 2016 و 2017.[11] فيما لم يتمكن باسكال ويرلين في نهاية المطاف من الحصول على مقعد مؤكد كسائق سباق، وتم اختياره كسائق اختبار وتجارب لدى مرسيدس[12][13] بينما يشارك في سلسلة بطولة السيارات السياحية الالمانية.[14]

### قائمة الفرق والسائقين
| الفريق                                         | الصانع            | الهيكل           | وحدة الطاقة           | الإطار | السائقين | السائقين        | السائقين |
| الفريق                                         | الصانع            | الهيكل           | وحدة الطاقة           | الإطار | رقم.     | اسم السائق      |          |
| ---------------------------------------------- | ----------------- | ---------------- | --------------------- | ------ | -------- | --------------- | -------- |
| سكودريا فيراري                                 | فيراري            | SF71H            | فيراري                | P      | 5        | سبستيان فيتيل   |          |
| سكودريا فيراري                                 | فيراري            | SF71H            | فيراري                | P      | 7        | كيمي رايكونين   |          |
| فريق صحارى فورس انديا فورمولا واحد             | فورس انديا-مرسيدس | VJM11            | مرسيدس M09+           | P      | 11       | سيرجيو بيريز    |          |
| فريق صحارى فورس انديا فورمولا واحد             | فورس انديا-مرسيدس | VJM11            | مرسيدس M09+           | P      | 31       | إستيبان اوكون   |          |
| فريق هاس اف ون                                 | هاس - فيراري      | VF-18            | فيراري                | P      | 8        | رومان غروجان    |          |
| فريق هاس اف ون                                 | هاس - فيراري      | VF-18            | فيراري                | P      | 20       | كيفن ماغنوسين   |          |
| فريق ماكلارين اف 1                             | ماكلارين-رينو     | MCL33            | رينو R.E.18           | P      | 2        | ستوفل فاندورن   |          |
| فريق ماكلارين اف 1                             | ماكلارين-رينو     | MCL33            | رينو R.E.18           | P      | 14       | فرناندو ألونسو  |          |
| فريق مرسيدس ايه ام جي بيتروناس لرياضة المحركات | مرسيدس            | F1 W09 EQ Power+ | مرسيدس M09+           | P      | 44       | لويس هاميلتون   |          |
| فريق مرسيدس ايه ام جي بيتروناس لرياضة المحركات | مرسيدس            | F1 W09 EQ Power+ | مرسيدس M09+           | P      | 77       | فالتيري بوتاس   |          |
| استون مارتين ريد بول راسينغ                    | ريد بول-تاغ هوير  | RB14             | تاغ هوير (رينوR.E.18) | P      | 3        | دانيل ريكاردو   |          |
| استون مارتين ريد بول راسينغ                    | ريد بول-تاغ هوير  | RB14             | تاغ هوير (رينوR.E.18) | P      | 33       | ماكس فيرستابين  |          |
| فريق رينو للرياضة فورمولا واحد                 | رينو              | R.S.18           | رينو R.E.18           | P      | 27       | نيكو هولكينبيرغ |          |
| فريق رينو للرياضة فورمولا واحد                 | رينو              | R.S.18           | رينو R.E.18           | P      | 55       | كارلوس ساينز    |          |
| فريق الفا روميو ساوبر اف ون                    | ساوبر-فيراري      | C37              | فيراري                | P      | 9        | ماركوس إريكسون  |          |
| فريق الفا روميو ساوبر اف ون                    | ساوبر-فيراري      | C37              | فيراري                | P      | 16       | تشارلز ليكريك   |          |
| ريد بول تورو روسو هوندا                        | تورو روسو - هوندا | STR13            | هوندا RA618H          | P      | 10       | بيير غاسلي      |          |
| ريد بول تورو روسو هوندا                        | تورو روسو - هوندا | STR13            | هوندا RA618H          | P      | 28       | بريندون هارتلي  |          |
| ويليامز مارتيني راسينغ                         | ويليامز-مرسيدس    | FW41             | مرسيدس M09+           | P      | 18       | لانس سترول      |          |
| ويليامز مارتيني راسينغ                         | ويليامز-مرسيدس    | FW41             | مرسيدس M09+           | P      | 35       | سيرجي سيروتكين  |          |
| مصادر:                                         |                   |                  |                       |        |          |                 |          |

## الجدول الزمني
| الجولة | السباق                        | الحلبة                                     | التاريخ   |
| ------ | ----------------------------- | ------------------------------------------ | --------- |
| 1      | جائزة أستراليا الكبرى         | حلبة سباق الجائزة الكبرى في ملبورن، ملبورن | 25 مارس   |
| 2      | جائزة البحرين الكبرى          | حلبة البحرين الدولية، صخير                 | 8 أبريل   |
| 3      | جائزة الصين الكبرى            | حلبة شانغهاي الدولية، شانغهاي              | 15 أبريل  |
| 4      | جائزة أذربيجان الكبرى         | حلبة مدينة باكو، باكو                      | 29 أبريل  |
| 5      | جائزة إسبانيا الكبرى          | حلبة دي كاتلونيا، برشلونة                  | 13 مايو   |
| 6      | جائزة موناكو الكبرى           | حلبة موناكو، مونت كارلو                    | 27 مايو   |
| 7      | جائزة كندا الكبرى             | حلبة جيل فيلنوف، مونتريال                  | 10 يونيو  |
| 8      | جائزة فرنسا الكبرى            | حلبة بول ريكارد، لو كاستليت                | 24 يونيو  |
| 9      | جائزة النمسا الكبرى           | ريد بول رينغ، سبيلبرغ                      | 1 يوليو   |
| 10     | جائزة بريطانيا الكبرى         | حلبة سلفرستون، سيلفرستون                   | 8 يوليو   |
| 11     | جائزة ألمانيا الكبرى          | حلبة هوكنهايم، هوكنهايم                    | 22 يوليو  |
| 12     | جائزة المجر الكبرى            | حلبة المجر، بودابست                        | 29 يوليو  |
| 13     | جائزة بلجيكا الكبرى           | حلبة دي سبا فرانكورشومب، ستافيلو           | 26 أغسطس  |
| 14     | جائزة إيطاليا الكبرى          | حلبة مونزا، مونزا                          | 2 سبتمبر  |
| 15     | جائزة سنغافورة الكبرى         | حلبة شارع مارينا باي، سنغافورة             | 16 سبتمبر |
| 16     | جائزة روسيا الكبرى            | مضمار سوتشي للسيارات، سوتشي                | 30 سبتمبر |
| 17     | جائزة اليابان الكبرى          | حلبة سوزوكا، سوزوكا (ميه)                  | 7 أكتوبر  |
| 18     | جائزة الولايات المتحدة الكبرى | حلبة الأمريكتين، أوستن (تكساس)             | 21 أكتوبر |
| 19     | الجائزة الكبرى المكسيكية      | حلبة هيرمانوس رودريغيز، مدينة مكسيكو       | 28 أكتوبر |
| 20     | جائزة البرازيل الكبرى         | حلبة جوزيه كارلوس بيس للسيارات، ساو باولو  | 11 نوفمبر |
| 21     | سباق جائزة أبوظبي الكبرى      | حلبة مرسى ياس، أبوظبي                      | 25 نوفمبر |

## التنظيمات

### التعديلات في اللوائح الرياضية
تم تعديل لائحة العقوبة على مواقع السائقين في شبكة الانطلاق وذلك اثر الانتقاد الكبير على هذا النظام خلال بطولة موسم 2017 والذي شهد تعرض العديد من السائقين لعقوبات جعلتهم يبدأون السباق بمراكز تختلف عن التي حققوها خلال التجارب، قدم الاتحاد الدولي للسيارات مجموعة من اللوائح المعدلة لعام 2018. ومن ذلك في حال قيام الفريق بتغيير مكون بوحدة الطاقة، فسيظل الفريق يخضع لعقوبة على شبكة الانطلاق بخمسة أو عشرة مراكز اعتمادا على المكون الذي يتم تغييره. والإضافة الجديدة تنص على انه إذا ما استبدل الفريق مكونًا آخر، فسيتم ازاحة موقعة إلى آخر شبكة الانطلاق. وفي حال تم ايقاع هذه العقوبة على أكثر من مشارك سيتم تحديد مواقع البدء الخاص بهم حسب ترتيب تغيير المكونات واستنادًا إلى أحدث تغيير تم إجراؤه بواسطة السائق. 
جرى تغيير القواعد التي تحكم إجراءات الانطلاق لعام 2018 ومنها منح منظمي السباق سلطة إصدار العقوبات على تجاوزات السائقين غير المناسبة حتى ولو ان تلك العقوبة تمت بدون الاعتماد على تنبيه من جهاز الكشف الآلي. تم إضافة هذه التعديلات في أعقاب حادثتين خلال عام 2017، ففي سباق الجائزة الكبرى الصيني، وضع سبستيان فيتيل سيارته بعيداً عن خط شبكة الانطلاق ليتم تسجيله بواسطة نظام الكشف؛ بينما في سباق الجائزة الكبرى النمساوي، تم التشكيك في صحة بداية فالتيري بوتاس على الرغم من إجازة نظام الكشف الآلي لها. 
فرض الاتحاد الدولي للسيارات قيودًا أشد على منح رخصة السباق للسائقين المشاركين في جلسات التجارب الحرة. سيكون مطلوبا من السائقين المرشحين إكمال حد أدنى من سباقات الفورمولا 2 أو كسب 25 نقطة رخصة ممتازة خلال الثلاث سنوات. تم إدخال التعديلات لمعالجة مخاوف بشأن السائقين الذين لن يتمكنوا من تلبية المعايير المطلوبة للمنافسة في الفورمولا واحد ولديهم وصول سهل إلى سيارات الفورمولا واحد.
لجذب جمهور أكبر من مشاهدي النقل التلفزيوني تم تغيير موعد انطلاق معظم السباقات الأوروبية لمدة ساعة واحدة. وستبدأ جميع السباقات بعد عشر دقائق من رأس الساعة للسماح للمحطات بتغطية اوسع لما قبل السباق عند بدأ البث على رأس الساعة.

### اللوائح الفنية
لضمان التكافؤ سيطلب من مورّدي وحدات الطاقة تزويد جميع الفرق بمحركات بمواصفات متطابقة. تم إدخال التعديل بعد أن لوحظ أن فريق مرسيدس لديه إمكانية الوصول إلى إعدادات أداء إضافية لم تكن متوفرة لعملائهم من الفرق.
تم تخفيض عدد مكونات وحدة الطاقة التي سمحت للسائق باستخدام أربع وحدات طاقة خلال الموسم بأكمله في عام 2017، إلى نظام جديد حيث يتم النظر في كل مكون من مكونات وحدة الطاقة بشكل منفصل. لذا ففي عام 2018 سيسمح لكل سائق باستخدام ما لا يتجاوز ثلاث من كل من محركات الاحتراق الداخلي (ICE)، ووحدات مولدات حرارية (MGU-H)، وشواحن توربينية (TC). وما لا يتجاوز اثنين من كل من وحدات مولد المحرك الحركية (MGU-K)، ومخازن الطاقة (ES)، والكترونيات التحكم (م).
كما تم إدخال قيود على ممارسة حرق زيت المحرك، حيث يتم حرق زيوت المحركات كوقود لتعزيز الأداء. هذه الممارسة التي استخدمت لأول مرة في عام 2017، سمحت بحرق ما يصل إلى 1.2 لتر لكل مائة كيلومتر. وبالنسبة لبطولة 2018 تم تعديل هذا الرقم إلى 0.6 لتر كحد أقصى لكل مائة كيلومتر. كما تم تعديل الانظمة لاجبار الفرق باستخدام مواصفات واحدة من زيت المحرك يتم إعلانها قبل السباق. تخضع هذه الزيوت المستخدمة لتوصيف أكثر صرامة لما يعتبر «زيتا» من أجل منع استخدام خلطات غريبة مصممة لتعزيز الأداء. كما يُطلب من الفرق إبلاغ منظمي السباق بحجم الزيت في كل خزان قبل السباق.
تم إضافة متطلبات إضافية في اللوائح الفنية الخاصة بالدرجة القصوى لحرارة الهواء المحيط بالحجرة - المجاورة للشاحن التوربيني - 10 درجات مئوية فوق مستوى درجة حرارة الهواء. هذه الإضافة هي محاولة لمنع الفرق من تسخين أو تبريد الهواء بشكل صناعي لتحقيق مكاسب في الأداء.  كما سيتم حظر استخدام دوائر صمامات التحكم التي تنظم تدفق السوائل إلكترونيا بين مكونات وحدة الطاقة. 
وحظر الاتحاد الدولي للسيارات استخدام «زعانف القرش»، وهو امتداد من ألياف الكربون يهدف إلى توجيه تدفق الهواء عبر الجناح الخلفي. كما تم حظر استخدام "T-wings"، وهو جناح ثانوي أفقي مثبت أمام الجناح الخلفي وفوقه. 

### سلامة السائق

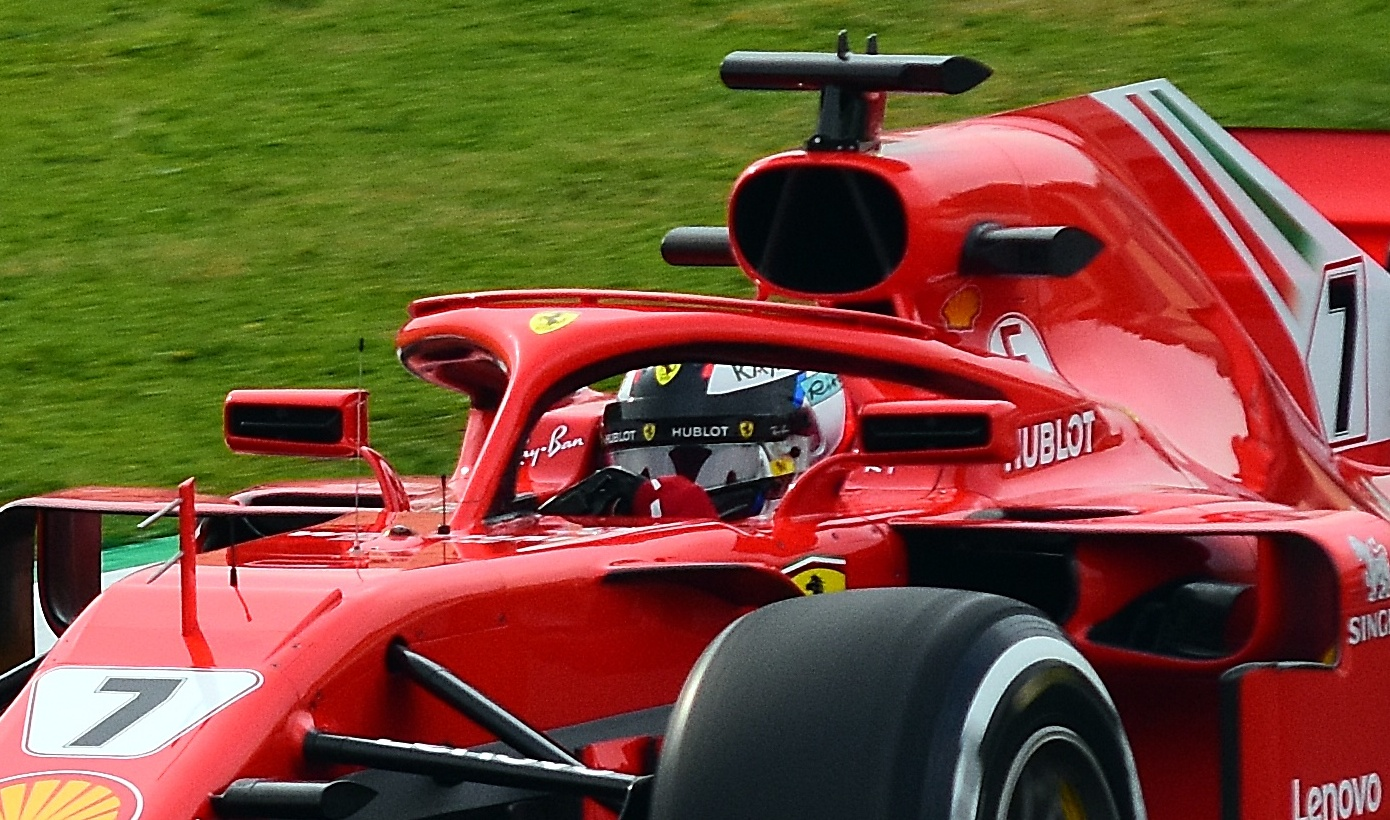
تصميم الهالة لحماية السائق (كيمي رايكونين خلال التجارب الشتوية في برشلونة)

في أعقاب سلسلة من الحوادث الخطيرة في سباقات الحلبات- بما في ذلك حادثي هنري سورتيز وجوستين ويلسون القاتلة - والتي اصيب السائقين فيها في الرأس بواسطة الحطام، أعلن الاتحاد الدولي للسيارات عن خطط لإدخال حماية إجبارية إضافية لقمرة السائق بحلول عام 2018 كأول مرة.
تم اختبار العديد من الحلول، وخضع التصميم النهائي لملاحظات الفرق والسائقين. تم تصميم كل مقترح لإبعاد الأنقاض عن رأس السائق دون المساس بمدى الرؤية أو قدرة وصول رجال الإنقاذ والسلامة إلى قمرة القيادة واستخراج السائق من مقعده في حالة وقوع حادث خطير أو حالة طوارئ طبية.
استقر الرأي في الاتحاد الدولي للسيارات في نهاية المطاف على اختيار تصميم «الهالة»، وهو إطار بشكل عظم الترقوة مثبت فوق رأس السائق وحولها ويرتكز إلى هيكل قمرة القيادة. ومن المقرر تطبيق تصميم الهالة على فئات سباقات العجلات المفتوحة الأخرى بما في ذلك فورمولا 2 وفورمولا 3.
سيُطلب من السائقين ارتداء قفازات تحتوي على أجهزة استشعار العلامات الحيوية التي تسجل علاماتهم الحيوية من أجل مساعدة المنظمين وأطقم الإسعاف في تقييم حالتهم على نحو أفضل في حالة وقوع حادث.

### الإطارات
سيوفر مورد الإطارات بيريلي مجموعتين جديدتين من الإطارات في عام 2018. ومن المقرر أن يصبح كل مركب من مركبات 2017 أكثر نعومة، حيث يصبح إطار «فائق النعومة» الجديد الأكثر نعومة بين الإطارات التسعة والإطار «صلب جدا» الجديد الأكثر خشونة. سيتم وضع علامة على مركب فائق النعومة بجدار وردي، بينما يكون صلب جدا برتقالي. وسيتم تغيير لون الإطار الخشن الذي كان يستخدم في السابق علامات برتقالية اللون إلى اللون الأزرق الجليدي.
تم تخفيف القواعد التي تملي على الإطارات المتوفرة للسماح لشركة بيريلي بتوفير مجموعة أوسع من الانواع. ففي السابق كان على بيريلي توفير أنواع متتابعة؛ على سبيل المثال، الإطار الفائق النعومة والإطار الناعم جدا والناعم. وفي عام 2018 أصبحت بيريلي قادرة على تزويد مجموعات بدرجتين مختلفتين، على سبيل المثال، اطار فائق النعومة واطار ناعم جدا وإطارات متوسطة. سيطلب من بيريلي أيضًا تصنيع مجموعات إطارات إضافية غير مخصصة للمنافسات الرسمية. سيتم تزويد الفرق بهذه الإطارات لاستخدامه في العروض الاعلامية لمنع الفرق من استخدام العرض كاختبار غير رسمي - وغير قانوني.

## السباقات
| الجولة | الجائزة الكبرى                     | قطب الانطلاق  | السائق بأسرع زمن | السائق الفائز  | الفريق الفائز    |
| ------ | ---------------------------------- | ------------- | ---------------- | -------------- | ---------------- |
| 1      | جائزة أستراليا الكبرى 2018         | لويس هاميلتون | دانيل ريكاردو    | سبستيان فيتيل  | فيراري           |
| 2      | جائزة البحرين الكبرى 2018          | سبستيان فيتيل | فالتيري بوتاس    | سبستيان فيتيل  | فيراري           |
| 3      | جائزة الصين الكبرى 2018            | سبستيان فيتيل | دانيل ريكاردو    | دانيل ريكاردو  | ريد بول-تاغ هوير |
| 4      | جائزة أذربيجان الكبرى 2018         | سبستيان فيتيل | فالتيري بوتاس    | لويس هاميلتون  | مرسيدس           |
| 5      | جائزة إسبانيا الكبرى 2018          | لويس هاميلتون | دانيل ريكاردو    | لويس هاميلتون  | مرسيدس           |
| 6      | جائزة موناكو الكبرى 2018           | دانيل ريكاردو | ماكس فيرستابين   | دانيل ريكاردو  | ريد بول-تاغ هوير |
| 7      | جائزة كندا الكبرى 2018             | سبستيان فيتيل | ماكس فيرستابين   | سبستيان فيتيل  | فيراري           |
| 8      | جائزة فرنسا الكبرى 2018            | لويس هاميلتون | فالتيري بوتاس    | لويس هاميلتون  | مرسيدس           |
| 9      | جائزة النمسا الكبرى 2018           | فالتيري بوتاس | كيمي رايكونين    | ماكس فيرستابين | ريد بول-تاغ هوير |
| 10     | جائزة بريطانيا الكبرى 2018         | لويس هاميلتون | سبستيان فيتيل    | سبستيان فيتيل  | فيراري           |
| 11     | جائزة ألمانيا الكبرى 2018          | سبستيان فيتيل | لويس هاميلتون    | لويس هاميلتون  | مرسيدس           |
| 12     | جائزة المجر الكبرى 2018            | لويس هاميلتون | دانيل ريكاردو    | لويس هاميلتون  | مرسيدس           |
| 13     | جائزة بلجيكا الكبرى 2018           | لويس هاميلتون | فالتيري بوتاس    | سبستيان فيتيل  | فيراري           |
| 14     | جائزة إيطاليا الكبرى 2018          | كيمي رايكونين | لويس هاميلتون    | لويس هاميلتون  | مرسيدس           |
| 15     | جائزة سنغافورة الكبرى 2018         | لويس هاميلتون | كيفن ماغنوسين    | لويس هاميلتون  | مرسيدس           |
| 16     | جائزة روسيا الكبرى 2018            | فالتيري بوتاس | فالتيري بوتاس    | لويس هاميلتون  | مرسيدس           |
| 17     | جائزة اليابان الكبرى 2018          | لويس هاميلتون | سبستيان فيتيل    | لويس هاميلتون  | مرسيدس           |
| 18     | جائزة الولايات المتحدة الكبرى 2018 | لويس هاميلتون | لويس هاميلتون    | كيمي رايكونين  | فيراري           |
| 19     | جائزة المكسيك الكبرى 2018          | دانيل ريكاردو | فالتيري بوتاس    | ماكس فيرستابين | ريد بول-تاغ هوير |
| 20     | جائزة البرازيل الكبرى 2018         | لويس هاميلتون | فالتيري بوتاس    | لويس هاميلتون  | مرسيدس           |
| 21     | جائزة أبوظبي الكبرى 2018           | لويس هاميلتون | سبستيان فيتيل    | لويس هاميلتون  | مرسيدس           |